# Geyer, Tyskland
Geyer är en stad  i Landkreis Erzgebirgskreis i förbundslandet Sachsen i Tyskland. Staden har cirka 3 300 invånare.
Kommunen ingår i förvaltningsområdet Geyer tillsammans med kommunen Tannenberg.